# Gabby Chaves

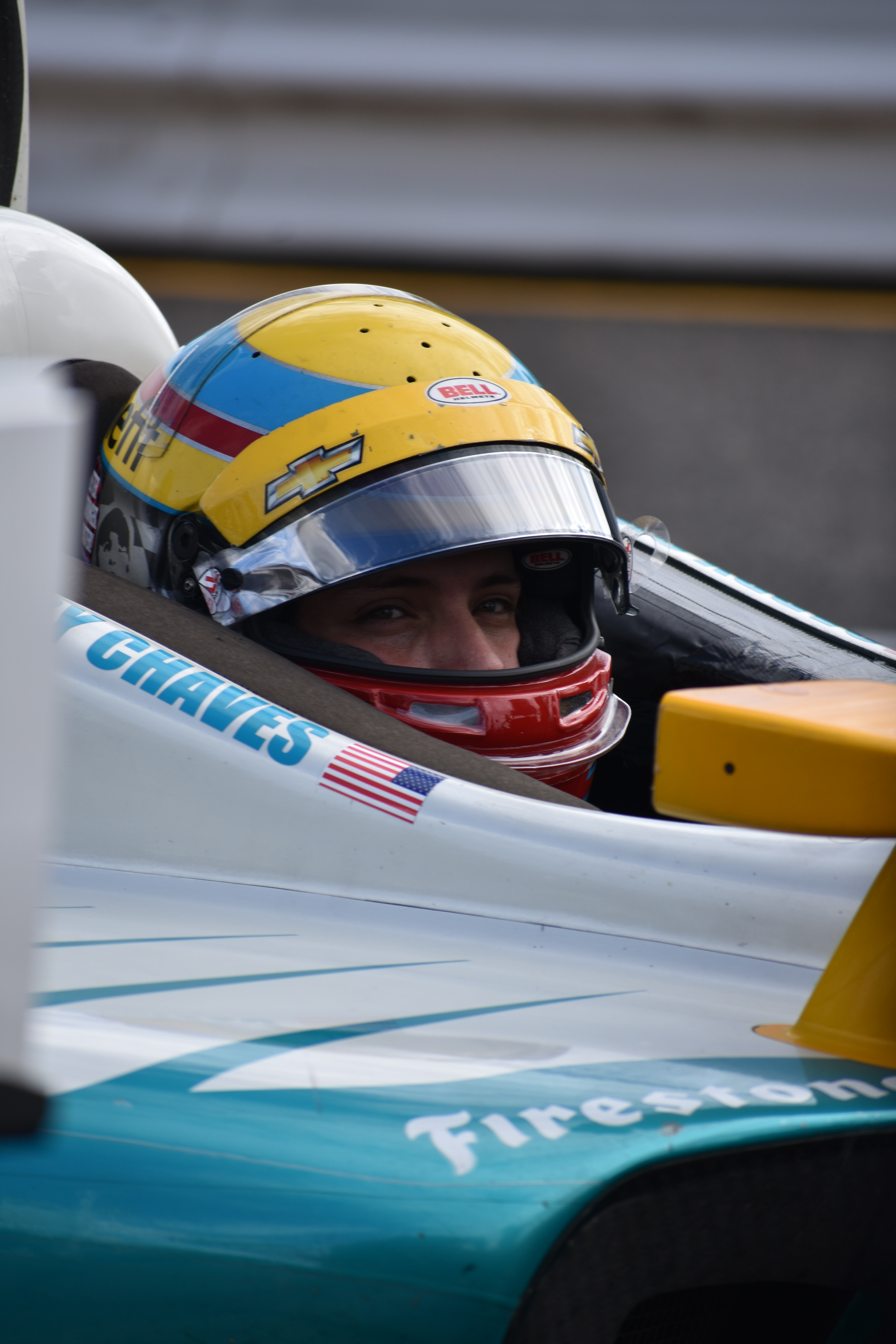
Gabby Chaves 2018

Gabriel „Gabby“ Chaves Bejarano (* 7. Juli 1993 in Bogotá) ist ein US-amerikanisch-kolumbianischer Automobilrennfahrer. Er startete nur 2010 mit US-amerikanischer Rennlizenz. 2013 und 2014 trat er in der Indy Lights an und erzielte dort 2014 den Gesamtsieg. Von 2015 bis 2018 fuhr er in der IndyCar Series.

## Karriere
Chaves begann seine Motorsportkarriere 2004 im Kartsport, in dem er bis 2009 aktiv blieb. Außerdem debütierte er bereits 2006 im Formelsport und wurde Neunter der Panam GP Series. 2007 trat er in drei Skip-Barber-Meisterschaften an. Am erfolgreichsten war er in der Skip Barber Eastern Regional Series, in der er mit fünf Siegen aus zehn Rennen Vizemeister hinter Jordan Taylor wurde. Darüber hinaus startete er als Gaststarter zu einem Rennen der kolumbianischen Formel Renault, das er gewann. 2008 trat Chaves in der pazifischen Formel BMW an. Obwohl er kein Rennen gewann, wurde er Vierter in der Meisterschaft. Darüber hinaus gewann er den Meistertitel der Skip Barber Southern Regional Series und wurde 14. in der Skip Barber National Championship. Außerdem nahm er als Gaststarter an zwei Rennen der Skip Barber Western Regional Series, die er beide gewann, und an drei Rennen der amerikanischen Formel BMW teil. 2009 wechselte Chaves zu EuroInternational in die amerikanische Formel BMW. Er gewann fünf Rennen und stand bei allen Rennen auf dem Podium. Mit 235 zu 187 setzte er sich schließlich gegen seinen Teamkollegen Giancarlo Vilarinho, der die meisten Siege erzielt hatte, durch und entschied den Meistertitel für sich.
2010 verließ Chaves Nordamerika und wechselte nach Europa in die italienische Formel-3-Meisterschaft, wo er abermals für EuroInternational antrat. Er wechselte zudem für diese Saison die Rennlizenz und trat als US-Amerikaner an. Mit einem vierten Platz als bestes Resultat beendete er die Saison auf dem zehnten Platz in der Meisterschaft. 2011 startete Chaves für das Addax-Team in der GP3-Serie. Mit einem vierten Platz als bestes Resultat schloss er die Saison auf dem 19. Gesamtrang ab.
2012 kehrte Chaves nach Nordamerika zurück. Er fuhr für JDC Motorsports in der Star Mazda Series. Er beendete jedes Rennen in den Top 10. Mit zwei Siegen und insgesamt zehn Podest-Platzierungen wurde er hinter Jack Hawksworth Vizemeister. Er unterlag seinem Rivalen mit 360 zu 397 Punkten. 2013 wechselte Chaves in die Indy Lights zu Schmidt Peterson Motorsports. Nach einem Ausfall beim ersten Rennen beendete Chaves alle Rennen in den Top-4 und stand bis auf einmal immer auf dem Podest. Er gewann ein Rennen. Mit 449 zu 460 Punkten unterlag er seinem Teamkollegen Sage Karam und wurde Vizemeister. 2014 wechselte Chaves innerhalb der Indy Lights zu Belardi Auto Racing. Chaves gewann vier Rennen, darunter das Freedom 100 auf dem Indianapolis Motor Speedway. Bei 14 Rennen stand er elfmal auf dem Podium. Er entschied die Meisterschaft punktgleich mit Jack Harvey für sich. Da auch Harvey vier Siege erreicht hatte, entschied die Anzahl der zweiten Plätze über den Titel. Hier lag Chaves mit fünf zu eins vorn. Außerdem nahm Chaves 2014 für DeltaWing Racing Cars an vier Langstreckenrennen der United SportsCar Championship teil.
2015 wechselte Chaves in die IndyCar Series zu Bryan Herta Autosport. Mit einem neunten Platz als bestem Ergebnis schloss er die Saison auf dem 15. Gesamtrang ab. Außerdem fuhr Chaves für Delta Wing Racing Cars ein Rennen der United SportsCar Championship 2015. In der IndyCar Series 2016 war Chaves nur als Teilzeitpilot aktiv. Er startete zu sieben Rennen für Dale Coyne Racing, wobei ein zwölfter Platz in Detroit sein bestes Ergebnis war.

## Statistik

### Karrierestationen
| - 2004–2009: Kartsport - 2006: Panam GP Series (Platz 9) - 2007: Skip Barber Eastern Regional Series (Platz 2) - 2007: Skip Barber National Championship (Platz 17) - 2007: Skip Barber Southern Regional Series (Platz 47) - 2008: Pazifische Formel BMW (Platz 4) - 2008: Skip Barber Southern Regional Series (Meister) - 2008: Skip Barber National Championship (Platz 14) | - 2009: Amerikanische Formel BMW (Meister) - 2010: Italienische Formel 3 (Platz 10) - 2011: GP3-Serie (Platz 19) - 2012: Star Mazda Series (Platz 2) - 2013: Indy Lights (Platz 2) - 2014: Indy Lights (Meister) - 2014: USCC, Prototype (Platz 25) - 2015: IndyCar Series (Platz 15) | - 2015: USCC, Prototype (Platz 34) - 2016: IndyCar Series (Platz 22) - 2016: WSCC, P (Platz 30) - 2017: IndyCar Series (Platz 23) - 2018: WSCC, P (Platz 37) - 2018: IndyCar Series (Platz 21) - 2019: IMSA Michelin Pilot Challenge, TCR (Platz 22) |

### Einzelergebnisse in der Indy Lights
| Jahr | Team                         | 1   | 2   | 3   | 4    | 5    | 6    | 7    | 8   | 9   | 10  | 11  | 12  | 13  | 14  | Punkte | Rang |
| ---- | ---------------------------- | --- | --- | --- | ---- | ---- | ---- | ---- | --- | --- | --- | --- | --- | --- | --- | ------ | ---- |
| 2013 | Schmidt Peterson Motorsports | STP | BAR | LBH | INDY | MIL  | IOW  | POC  | TOR | MDO | BAL | HOU | FON |     |     | 449    | 2.   |
| 2013 | Schmidt Peterson Motorsports | 8   | 3   | 2   | 2    | 4    | 2    | 3    | 3   | 1*  | 3   | 2   | 2   |     |     | 449    | 2.   |
| 2014 | Belardi Auto Racing          | STP | LBH | BAR | BAR  | INDY | INDY | INDY | POC | TOR | MDO | MDO | MIL | SON | SON | 547    | 1.   |
| 2014 | Belardi Auto Racing          | 2°  | 1*  | 6   | 1*°  | 11   | 8    | 1    | 1*  | 2   | 2   | 3   | 3   | 2   | 2   | 547    | 1.   |

### Einzelergebnisse in der IndyCar Series
| Jahr | Team                  | 1   | 2   | 3   | 4   | 5   | 6    | 7   | 8   | 9   | 10  | 11  | 12  | 13  | 14  | 15  | 16  | 17  | Punkte | Rang |
| ---- | --------------------- | --- | --- | --- | --- | --- | ---- | --- | --- | --- | --- | --- | --- | --- | --- | --- | --- | --- | ------ | ---- |
| 2015 | Bryan Herta Autosport | STP | NOL | LBH | ALA | IMS | INDY | DET | DET | TXS | TOR | FON | MIL | IOW | MDO | POC | SNM |     | 281    | 15.  |
| 2015 | Bryan Herta Autosport | 17  | 15  | 16  | 16  | 15  | 16   | 18  | 9   | 10  | 15  | 20  | 11  | 16  | 12  | 11° | 14  |     | 281    | 15.  |
| 2016 | Dale Coyne Racing     | STP | PHO | LBH | ALA | IMS | INDY | DET | DET | ROA | IOW | TOR | MDO | POC | TXS | WGL | SNM |     | 121    | 22.  |
| 2016 | Dale Coyne Racing     |     |     |     |     | 17  | 2021 | 12  | 13  | 19  | 17  |     |     |     | 14  |     |     |     | 121    | 22.  |
| 2017 | Harding Racing        | STP | LBH | ALA | PHO | IMS | INDY | DET | DET | TXS | ROA | IOW | TOR | MDO | POC | STL | WGL | SNM | 98     | 23.  |
| 2017 | Harding Racing        |     |     |     |     |     | 925  |     |     | 5   |     |     |     |     | 15  |     |     |     | 98     | 23.  |
| 2018 | Harding Racing        | STP | PHO | LBH | ALA | IMS | INDY | DET | DET | TXS | ROA | IOW | TOR | MDO | POC | STL | POR | SNM | 187    | 21.  |
| 2018 | Harding Racing        | 14  | 15  | 19  | 17  | 17  | 1422 | 18  | 19  | 15  | 19  | 21  |     |     |     | 18  | 13  |     | 187    | 21.  |

(Legende)

### Sebring-Ergebnisse
| Jahr | Team                  | Fahrzeug                | Teamkollege     | Teamkollege        | Platzierung | Ausfallgrund |
| ---- | --------------------- | ----------------------- | --------------- | ------------------ | ----------- | ------------ |
| 2014 | DeltaWing Racing Cars | DeltaWing DWC13         | Andy Meyrick    | Katherine Legge    | Ausfall     | Motorschaden |
| 2020 | Action Express Racing | Cadillac DPi V.R        | Felipe Nasr     | Luís Felipe Derani | Rang 6      |              |
| 2022 | Andretti Autosport    | Ligier JS P320          | Jarett Andretti | Josh Burdon        | Ausfall     | Motorschaden |
| 2023 | Andretti Autosport    | Ligier JS P320          | Jarett Andretti | Glenn van Berlo    | Ausfall     | Motorschaden |
| 2024 | Andretti Autosport    | Porsche 911 GT3 R (992) | Jarett Andretti | Scott Hargrove     | Rang 36     |              |